# Kawedusan (Plosoklaten)
Kawedusan is een bestuurslaag in het regentschap Kediri van de provincie Oost-Java, Indonesië. Kawedusan telt 4784 inwoners (volkstelling 2010).